# Tour du Haut-Var 1998
Il Tour du Haut-Var 1998, trentesima edizione della corsa e valida come evento del circuito UCI categoria 1.2, si svolse il 21 febbraio 1998, su un percorso di circa 180 km. Fu vinto dal francese Laurent Jalabert che terminò la gara con il tempo di 5h02'21", alla media di 35,72 km/h.
Partenza con 196 ciclisti, dei quali 34 portarono a termine il percorso.

## Ordine d'arrivo (Top 10)
| Pos. | Corridore            | Squadra         | Tempo    |
| ---- | -------------------- | --------------- | -------- |
| 1    | Laurent Jalabert     | Once            | 5h02'21" |
| 2    | Pascal Chanteur      | Casino          | s.t.     |
| 3    | Emmanuel Magnien     | Franç. des Jeux | a 15"    |
| 4    | Rodolfo Massi        | Casino          | s.t.     |
| 5    | Michael Boogerd      | Rabobank        | s.t.     |
| 6    | Richard Virenque     | Festina         | s.t.     |
| 7    | Stefano Della Santa  | Ros Mary        | s.t.     |
| 8    | Francesco Casagrande | Cofidis         | s.t.     |
| 9    | David Etxebarria     | Once            | a 2'05"  |
| 10   | Andrej Kivilëv       | Festina         | s.t.     |